# Dauchingen
Dauchingen település Németországban, azon belül Baden-Württembergben. Lakosainak száma 3908 fő (2023. december 31.). Dauchingen Villingen-Schwenningen, Niedereschach és Deißlingen községekkel határos.

## Népesség
A település népessége az elmúlt években az alábbi módon változott:
| Lakosok száma | 2244 | 3702 | 3767 | 3844 | 3935 | 3908 |
|               | 1975 | 2017 | 2019 | 2021 | 2022 | 2023 |